# S/2010 J 1
S/2010 J 1 es un satélite natural de Júpiter. Fue descubierto por Robert A. Jacobson, Marina Brozovic, Brett J. Gladman y Mike Alexandersen en 2010 desde el telescopio Hale de 200 pulgadas (508 cm) de apertura en California.
S/2010 J 1 orbita a Júpiter a una distancia media de 14 570 000 millas (23.45 millones de km), tardando 2,02 años para completar una vuelta alrededor de Júpiter. S/2010 J 1 tiene un diámetro de aproximadamente 1,8 millas (3 kilómetros) de ancho.